# Wężówko
Wężówko [vɛ̃ˈʐufkɔ] (tiếng Đức: Wensowken, 1938-1945 Wensen) là một ngôi làng thuộc khu hành chính của Gmina Budry, thuộc huyện Węgorzewski, Warmińsko-Mazurskie, ở phía bắc Ba Lan, gần biên giới với tỉnh Kaliningrad của Nga. Nó nằm khoảng 10 kilômét (6 mi) phía tây bắc Budry, 10 km (6 mi) về phía bắc của Węgorzewo và 101 km (63 mi) về phía đông bắc của thủ đô khu vực Olsztyn.
Trước năm 1945, khu vực này là một phần của Đức (Đông Phổ).